# Mrdujska regata
Mrdujska regata u organizaciji JK Labud održava se prvog vikenda u listopadu i najstarija je regata u Hrvatskoj te jedna od najstarijih regata u Europi. Otočić Mrduja po kojem je i ova regata dobila ime je okretište ili pomoćni cilj na ruti Split–Mrduja–Split dugoj 22 milje. Rekord drži jedrilica Shining Maxi Umago (kormilar Rajko Kujundžić) koja je 2008. godine, s vremenom od 2 h 16 m i 22 s, konačno oborila 33 godine star rekord jedrilice Podgorka od 2 h 20 m (kormilar Tonči Mitrović).
Prva regata je održana u listopadu 1927. godine, a pobjedu je odnio conte Antun (Toni) Pavlović na jedrilici "Magima" ispred Žarka Deškovića s jedrilicom "Lethe". Regata se održavala sve do 1940. godine da bi se obnovila nakon rata 1946. godine kad je održana krajem rujna.
Regatu je idejno osmislio conte Toni Pavlović, bivši predsjednik splitskog jedriličarskog društva "Adria" (Veslački i jedriličarski klub, osnovan 1890., ugašen 1927), koji je bio i sponzor nagrade pobjedniku. Na povijesnoj prvoj regati sudjelovale su 22 posade, a 1999. godine na regati sudjeluje rekordan broj jedrilica, 124, s oko 600 članova posada!
Jedini pobjednici regate koji nisu bili iz splitskih klubova su bili članovi JK "Uskok" iz Zadra koji su 1997. i 1999. godine odnijeli pokale za prvo mjesto i to oba puta s jedrilicom "Babalu 04".
Godine 2006. se održala dijamantna 75. mrdujska regata na kojoj je nastupilo 312 brodova što je ujedno i novi rekord regate. Pobjedu je odnio slovenski kormilar Kosmina Matija s brodom cro-a-sail Jena, kojemu je od Splita do Mrduje i nazad trebalo 5:35:50 sati.

## Vanjske poveznice
- Mrdujska regata na stranicama JK Labud